# Johannes Prioris
Johannes Prioris (Ducat de Brabant, vers 1460 - França, 1514) fou un compositor de l'escola francoflamenca del Renaixement.
Va ser deixeble d'Ockeghem, això és l'única dada de la seva vida que hom coneix; però, a jutjar per les obres que s'han conservat de Prioris, degué ser un dels músics més il·lustres de la seva època.
El que es coneix de Prioris:
- una Missa a 4 veus en l'Antologia d'Attaignat;
- un Ave Maria a 8 veus,
- un De pacem a 6 veus a Bicinia d'en Georg Rhaw (1545).

A més en la Biblioteca Estatal de Berlín s'hi conserva el manuscrit d'un Magnificat a 4 veus, tres Misses a 3 i 4 veus, cinc Motets a 4 veus i dos Magnificat a 4 veus al Vaticà.